# 漢斯·克里斯特·霍隆德

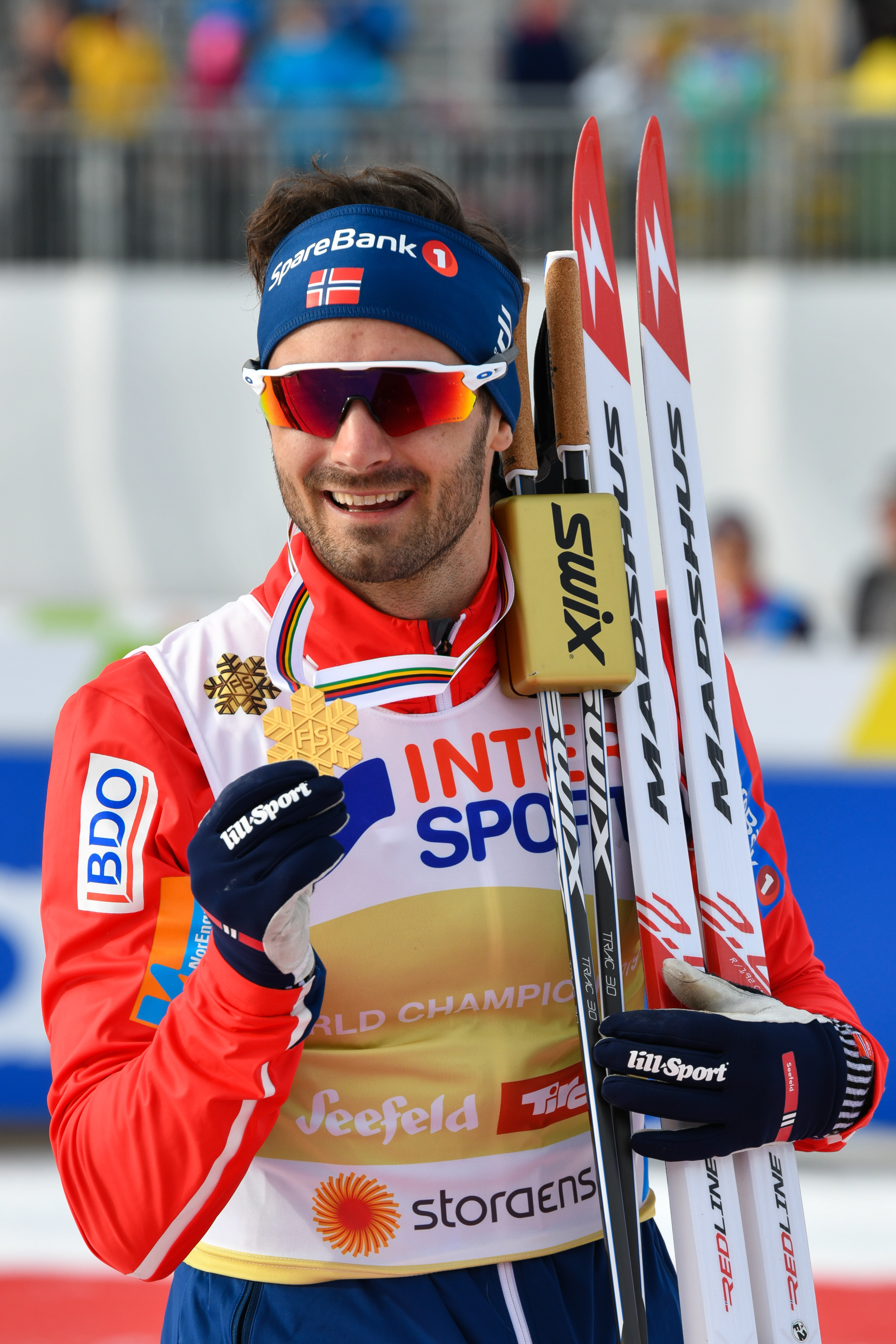
汉斯·克里斯特·霍隆德，2019年

漢斯·克里斯特·霍隆德（挪威語：Hans Christer Holund，1989年2月25日—），挪威越野滑雪運動員，他代表挪威隊參加了中國舉行的2022年冬季奧林匹克運動會，並且在男子4×10公里接力比賽上獲得銀牌。